# 美山なをみ・白川珍児
美山なをみ・白川珍児（みやま-・しらかわちんじ）は戦後にかけて活躍した漫才コンビ。親子で漫才をしていた。またコンビを組んだ時期も不明（昭和40年代？1968年にはすでに上方演芸会に出演している）。吉本興業の旧うめだ花月に出演。

## メンバー
- 美山 なをみ（みやま なをみ 、1933年4月27日 - ）本名は富原美子。

京都を拠点にしていた島津志朗の娘で幼少時代から漫才師であった。島津志郎と親子漫才をしていた。その後、巴家寅の子と組んで人気少女漫才として売り出され人気者であった。その後も浮世亭夢丸、浅田家寿郎、ミナミサザエ等とコンビを変える。「美山なおみ」の芸名を使っていたこともあった。43歳頃に引退。
- 白川 珍児（しらかわ ちんじ、1925年1月24日 - 故人？）本名は白川正元。

堺市の生まれ、戦前落語家の桂枝輔の弟子であったがコメディアンに転向ののちに漫才師になった。コメディアン時代には千土地興行（のちの日本ドリーム観光）の千日劇場で「センニチコメディ」に出演していた。のちに漫才師になる。その傍ら吉本新喜劇が「吉本ヴァラエティ」と呼んでいた草創期のころから出演。白羽大介との絡みで評判になる。めがね姿が杉狂児、3代目江戸家猫八に似ていた。また変人で知られた。愛称は「珍ちゃん」。